# Sektion Landsberg des Deutschen Alpenvereins
Die Sektion Landsberg des Deutschen Alpenvereins (DAV) e. V. (kurz DAV Landsberg) ist eine Sektion des Deutschen Alpenvereins. Die Sektion ist mit 8.668 Mitgliedern (Stand: 31. Dezember 2024) der größte Verein im Landkreis Landsberg am Lech und eine der größten Sektionen des Deutschen Alpenvereins.

## Geschichte
1889 gründeten 56 Bürger die Sektion Landsberg als 182. Sektion des Deutschen und Österreichischen Alpenvereins. Die langjährige Suche nach einem eigenen Arbeitsgebiet und der Wunsch nach einer eigenen Hütte führte 1926 zur Übernahme des Arbeitsgebiets der Sektion Thüringen-Saalfeld und zum Bau der Landsberger Hütte, die 1929 eingeweiht wurde.
Im Dritten Reich und nach dem Anschluss Österreichs 1938 wurde der DAV Landsberg wie alle Sektionen im nun Deutschen Alpenverein gleichgeschaltet und 1945 verboten. Die Wiedergründung unter dem Namen Alpenverein Landsberg erfolgte 1946. Im gleichen Jahr wurde die Alpe Starkatsgund als Skihütte gepachtet. 1947 erfolgte die Wiederaufnahme in den neu gegründeten Deutschen Alpenverein.
1956 wurde die Landsberger Hütte aus österreichischer Treuhand an den Verein zurückgegeben und in den folgenden Jahren erweitert. 1971 wurde das Vereinsheim in der Malteserstraße gepachtet (erworben 1997). Im gleichen Jahr erfolgte die Gründung der Ortsgruppe Kaufering, die 1997 eine eigenständige Sektion im DAV wurde.
Laut Beschluss der Hauptversammlung des DAV 2021 haben alle Sektionen des DAV die Verpflichtung, bis zum Jahr 2030 klimaneutral zu werden. Beim DAV Landsberg steht neben der energetischen Optimierung der vereinseigenen Immobilien dabei vor allem das Thema Mobilität im Fokus. So werden beispielsweise seit 2022 sogenannte Bergbusse für gemeinsame Anfahrten in die Berge eingesetzt. Darüber hinaus haben sich alle Abteilungen zur Bildung von Fahrgemeinschaften bei Tourenangeboten verpflichtet und planen, das Angebot an Touren mit dem ÖPNV auszubauen.

## Sektionsvorsitzende
Eine chronologische Übersicht über alle Vorsitzenden der Sektion seit Gründung.
| Amtszeit  | Vorsitzender   |
| --------- | -------------- |
| 1889–1891 | Theodor Biéchy |
| 1891–1893 | Hans Lauter    |
| 1893–1911 | Otto Bachmann  |
| 1911–1913 | Hermann Wacker |
| 1913–1922 | Otto Hubbauer  |
| 1922–1933 | Isidor Hipper  |
| 1933–1937 | Fritz Schmid   |

| Amtszeit  | Vorsitzender        |
| --------- | ------------------- |
| 1937–1944 | Eugen Meyding       |
| 1945–1946 | ― 1                 |
| 1947–1949 | Hermann Ueberreuter |
| 1949–1951 | Karl Linn           |
| 1951–1956 | Max Hops            |
| 1956–1981 | Siegfried Schöller  |
| 1981–2015 | Erwin Stolz         |

| Amtszeit  | Vorsitzender    |
| --------- | --------------- |
| 2016–2021 | Georg Schappele |
| 2021–     | Jörg Riedle     |

Anmerkung

## Sportliche Aktivitäten
Die Sektion bietet ihren Mitgliedern ein umfangreiches Touren- und Kursprogramm mit den Abteilungen Bergwandern/Bergsteigen, Hochtouren/Klettersteige, Mountainbike, Klettern, Kajak, Skitouren/Skihochtouren, Schneeschuhwandern und Skilanglauf. Die Touren und Kurse werden von ausgebildeten Fachübungsleiterinnen und -leitern, meist mit Trainer-C-Lizenz, durchgeführt. Ein Schwerpunkt liegt auch auf der alpinen Theorieausbildung, zum Beispiel zu den Themen Lawinenkunde oder Erste Hilfe. Außerdem finden regelmäßig Aktivitäten rund um den Naturschutz statt.
Mit knapp 70 Skilehrern und Übungsleitern verfügt der Verein über eine der größten Skischulen im DAV. Neben klassischen Ski- und Snowboardkursen für Kinder und Erwachsene werden hier auch Skifahrten und Freeridekurse angeboten sowie ein Jugendrennteam trainiert.
Die Kletterabteilung ist sowohl Indoor in der Kletterhalle als auch Outdoor am Fels aktiv. Es gibt eine Wettkampf-Klettergruppe für Kinder. Außerdem finden regelmäßig Inklusions-Kletter-Angebote für Menschen mit Behinderung statt.
Für Jugendliche, junge Erwachsene, Familien mit Kindern und Senioren gibt es spezielle Angebote.
Als Besonderheit gilt die aktive Kajakabteilung, die im Sommer wöchentlich am Lech in Landsberg trainiert und der mit der Kajakhütte eine eigene Einrichtung zur Verfügung steht.

## Arbeitsgebiet in den Allgäuer Alpen
Die Sektion Landsberg betreut rund 50 km Berg- und Wanderwege in Tirol. Das Gebiet umfasst einen Großteil der Vilsalpseeberge in den Allgäuer Alpen und liegt in den Urlaubsregionen Tannheimer Tal und Tiroler Lechtal. Innerhalb dieses Wegegebiets besitzt und betreibt der Verein auf 1810 Metern Höhe die 1929 erbaute Landsberger Hütte. Ein 2009 errichteter Klettersteig (Schwierigkeit C/D) führt durch die Nordwand der Lachenspitze. Er wird von der Sektion unterhalten und ist von der Landsberger Hütte in wenigen Minuten erreichbar.

## Vereinseigene Einrichtungen
- Vereinsheim in der Landsberger Altstadt mit Geschäftsstelle und Veranstaltungssaal
- Landsberger Hütte (1810 m)
- Haus Reichenbach: Selbstversorgerhaus am Ortsrand von Nesselwang
- Kajakhütte am Lech

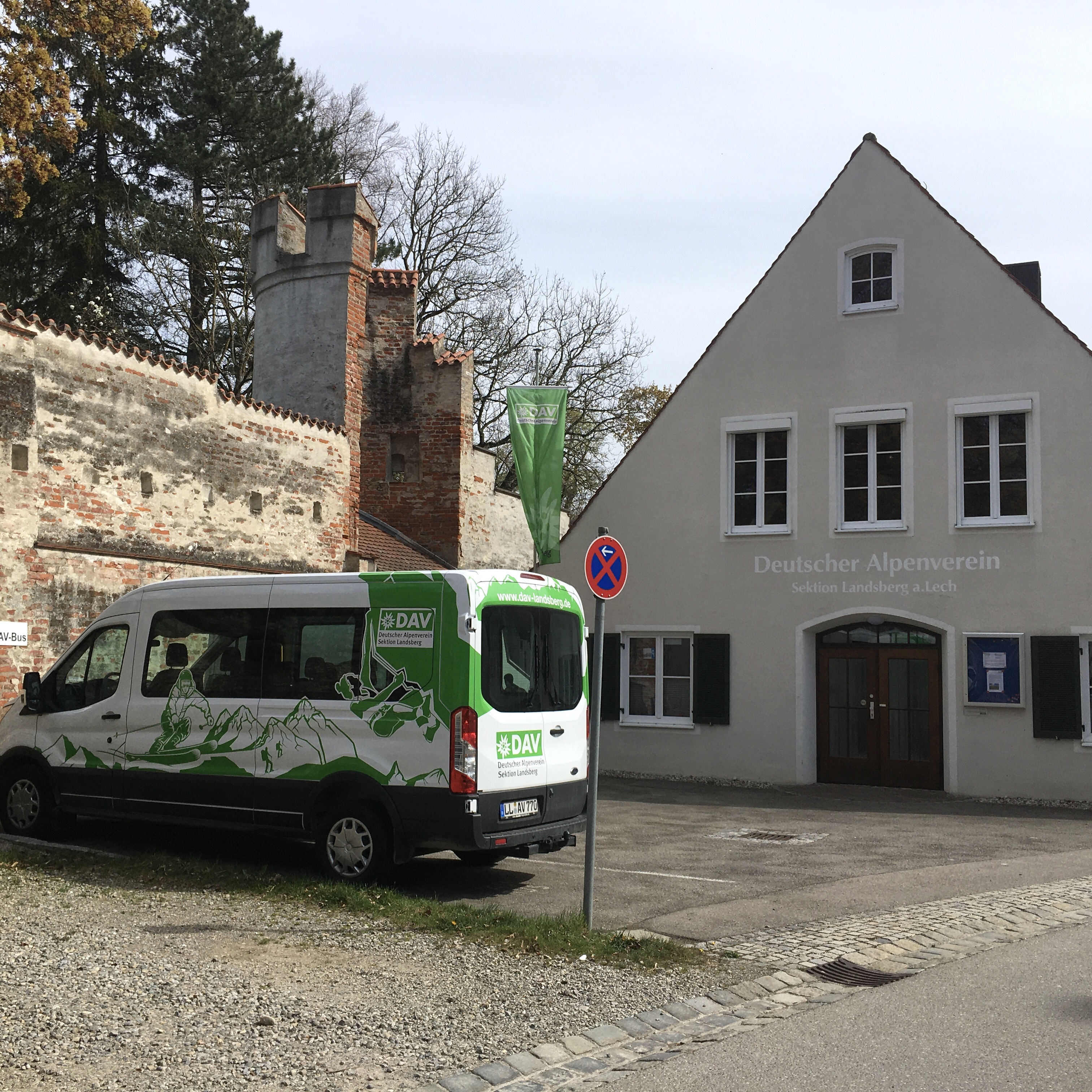
Vereinsheim in der Landsberger Altstadt
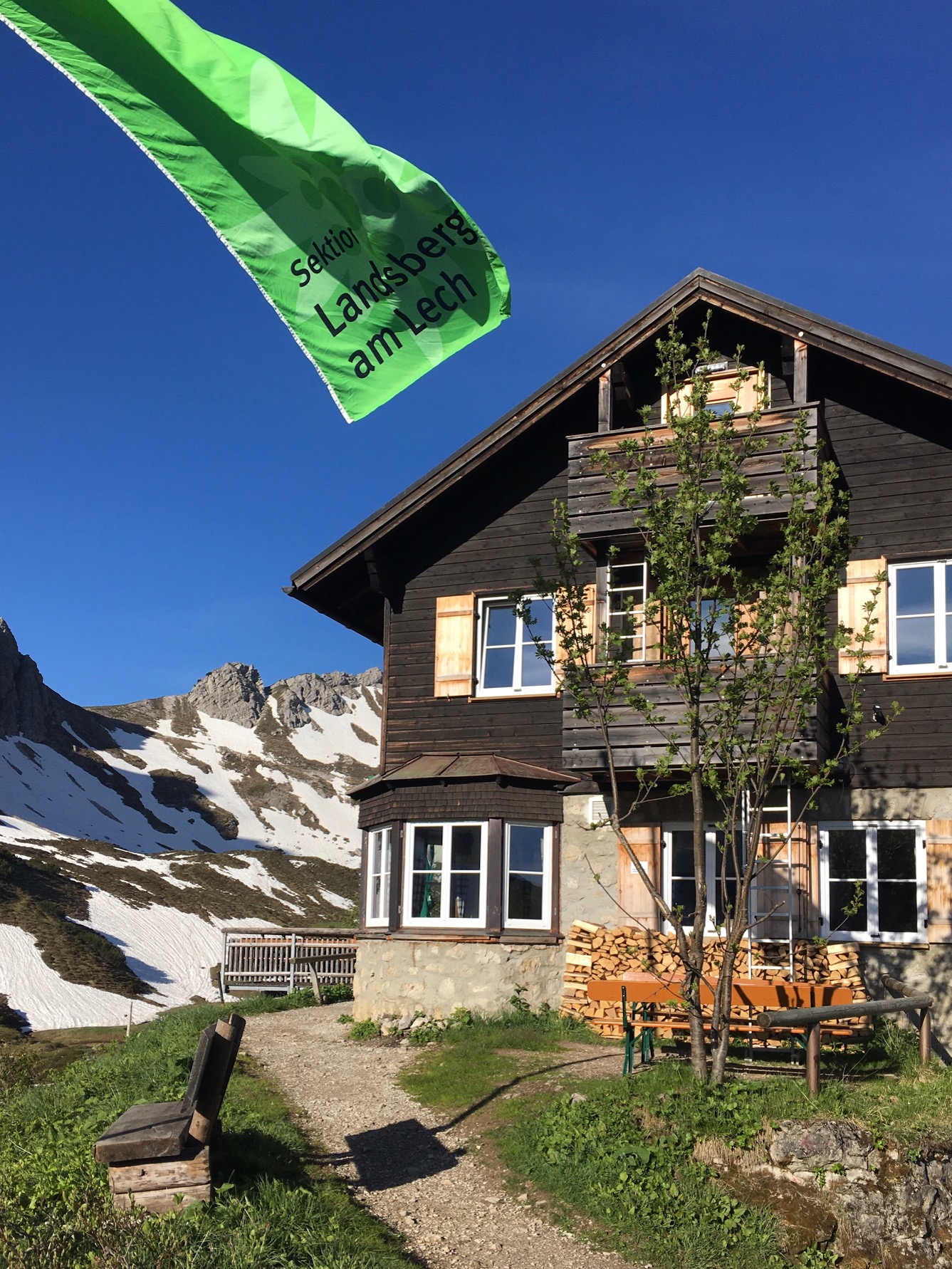
Landsberger Hütte von Osten
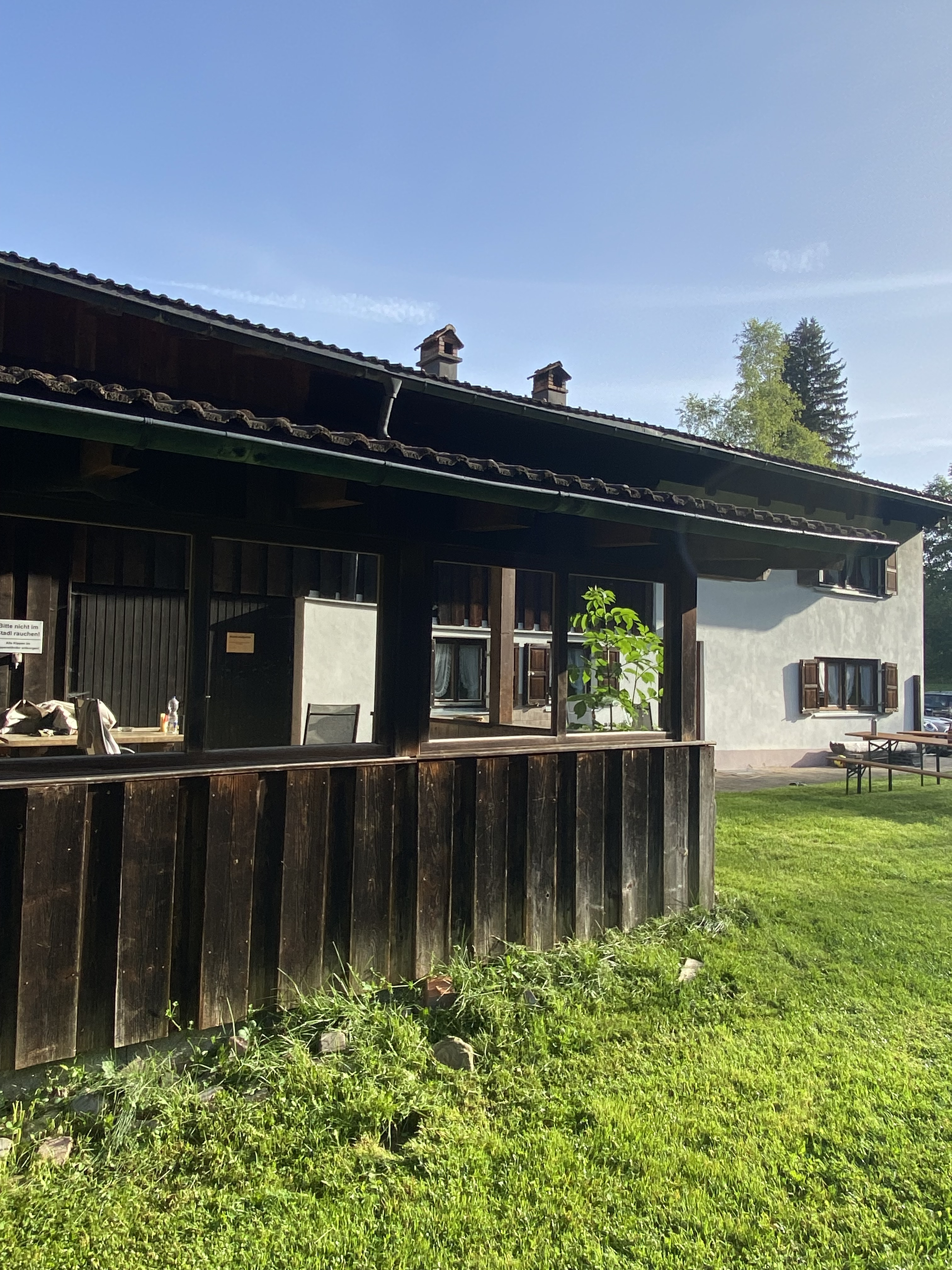
Selbstversorgerhaus Reichenbach bei Nesselwang
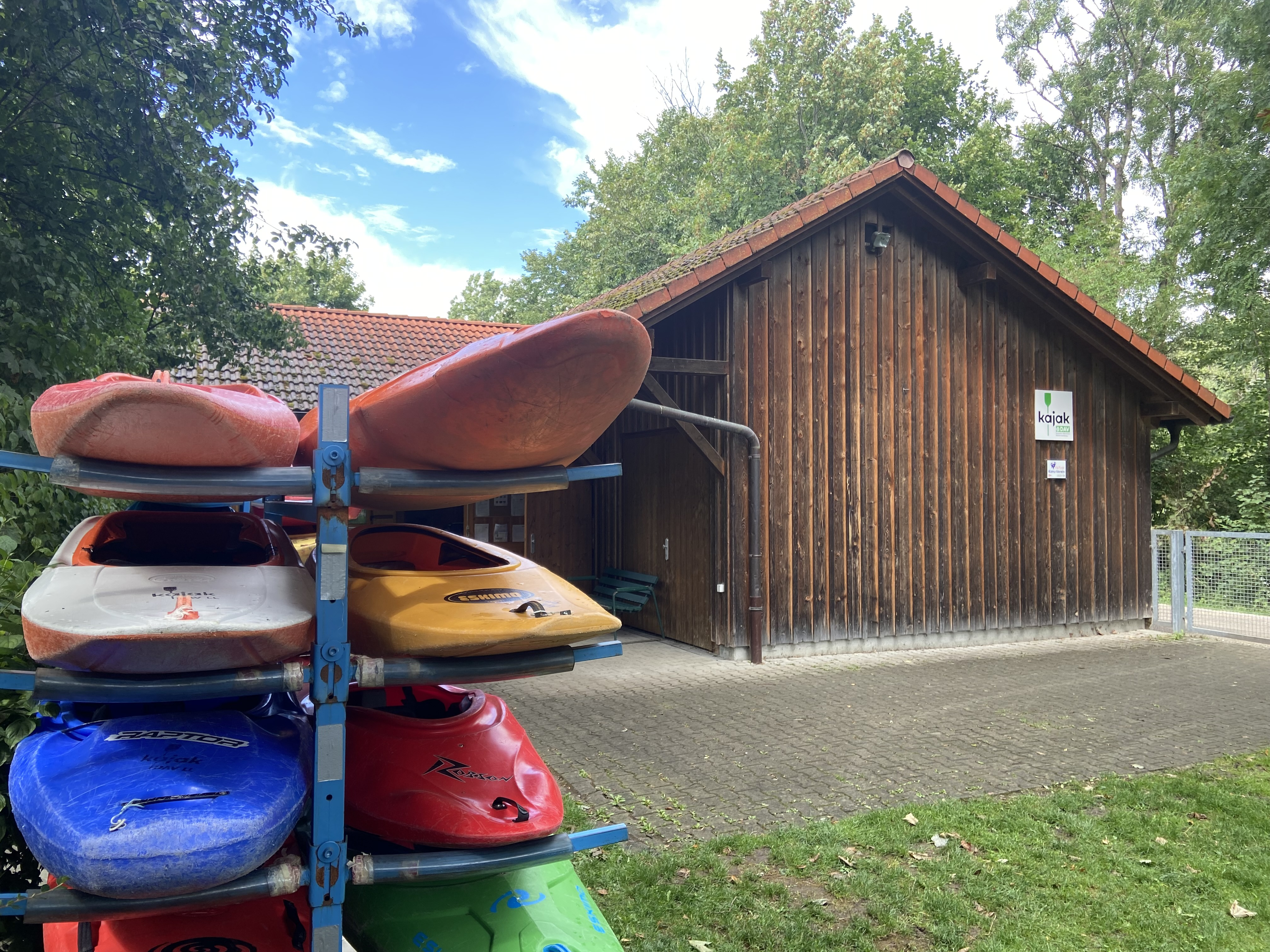
Kajakhütte des Vereins am Lech im Norden von Landsberg

## Weitere genutzte Einrichtungen

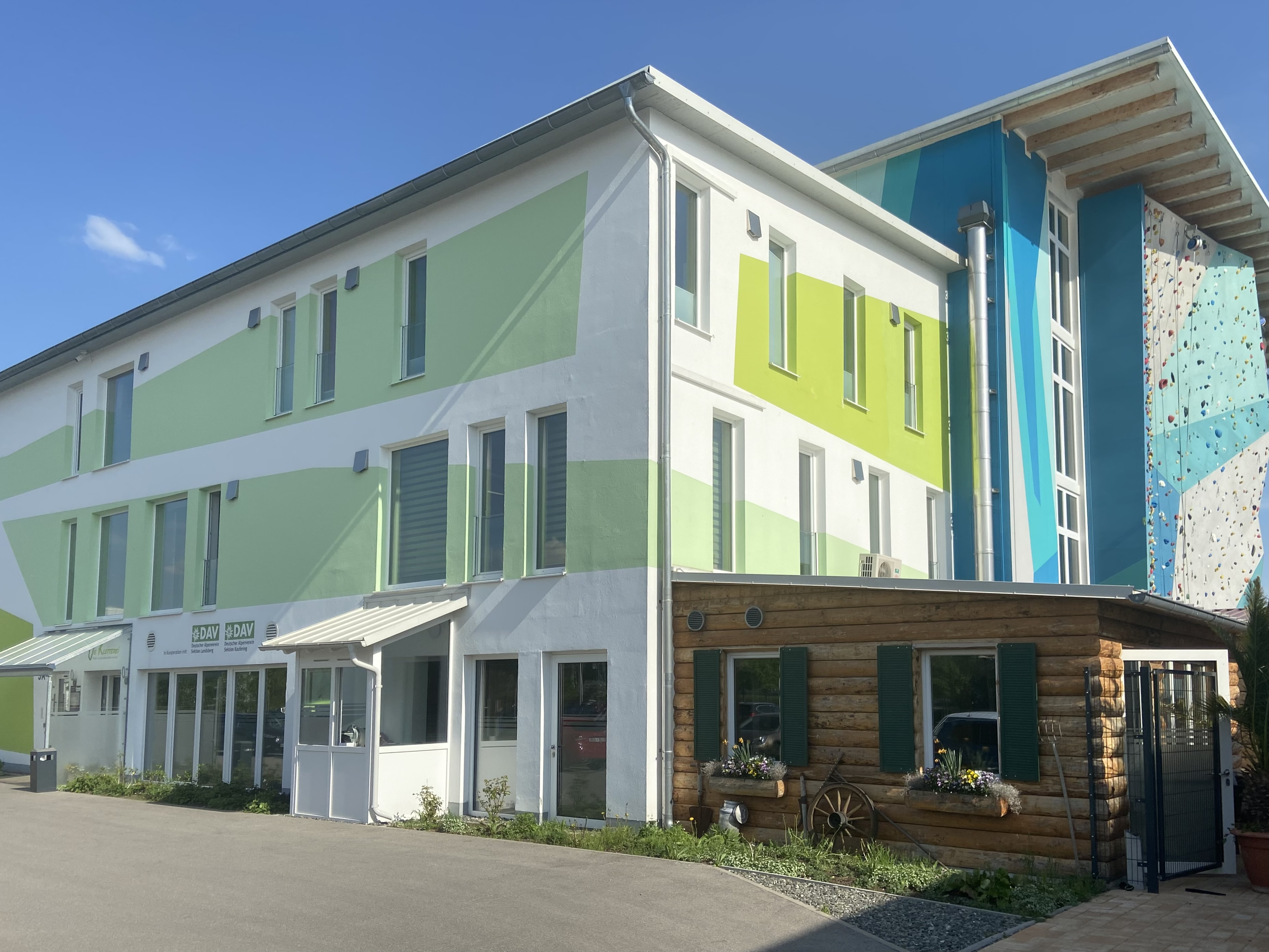
Kletter- und Boulderzentrum „Die Kletterei“

- Alpe Starkatsgund oberhalb von Immenstadt (in den Wintermonaten als Ski- und Schneeschuhtourenhütte gepachtet)
- Kletter- und Boulderzentrum „Die Kletterei“ (Kooperationsvereinbarung gemeinsam mit den drei Nachbarsektionen Geltendorf, Kaufering und Schwabmünchen)